# Netelia vulgaris
Netelia vulgaris là một loài tò vò trong họ Ichneumonidae.